# Cuerda (física)
Una cuerda es uno de los objetos principales de estudio en el marco teórico de la llamada teoría de cuerdas. Hay diferentes teorías de cuerdas, muchas de ellas son unificadas en la teoría M. Una cuerda es un objeto con una dimensión espacial extendida, a diferencia de las partículas elementales que son de dimensión cero, como un punto.
Al postular esta estructura unidimensional, muchas características de las teorías fundamentales de la física han emergido automáticamente. Más notablemente, casi cualquier teoría de cuerdas consistente con mecánica cuántica debe contener gravedad cuántica, que no ha sido descrita consistentemente antes de la teoría de cuerdas.
La escala de longitud característica de cuerdas tiene que ser en el orden de la longitud de Planck, la escala a la que la gravedad cuántica se cree que se volvería significativa:
{\displaystyle \ell _{P}={\sqrt {\frac {\hbar G}{c^{3}}}}\cong 1.61624(12)\times 10^{-35}}

A escalas más grandes, tales como las visibles en los laboratorios, tales objetos podría ser indistinguibles en el orden de particular puntuales de dimensión cero. Sin embargo, los modos vibracionales y la estructura de las pequeñas cuerdas podría ser manifestadas como partículas elementales diferentes en el modelo estándar de la teoría cuántica de campos. Por ejemplo, un estado de las cuerdas podría ser asociado con el fotón, y otro estado con un quark. Estas características unificadoras de la teoría de cuerdas son de gran fuerza; sin embargo, no se conoce una solución de la teoría de cuerdas para que reproduzca exactamente una
partícula contenida en el modelo estándar.
Propagándose en el espacio-tiempo, las cuerdas barren una superficie bidimensional, llamado mundo plano, análogo al mundo lineal de una dimensión que traza una partícula puntual.

## Tipos de cuerdas

### Cuerdas abiertas y cerradas
Las cuerdas pueden ser tríos de abiertas o cerradas o medio cerradas. Una cuerda cerrada es una cuerda que no tiene puntos finales y por lo tanto es equivalente topológicamente a un círculo. Una cuerda abierta, por otro lado, tiene dos terminaciones y es topológicamente equivalente a un intervalo de línea. No todas las teorías de cuerdas contienen cuerdas abiertas, pero cada teoría debe tener cuerdas cerradas, así interacciones entre cuerdas abiertas puede siempre resultar en cuerdas cerradas.
La más antigua teoría de supercuerdas que contenía cuerdas abiertas era la teoría de cuerdas tipo I. Sin embargo, los descubrimientos en la teoría de cuerdas en los 90s han mostrado que las cuerdas abiertas deben siempre ser el término de un nuevo tipo de objetos llamadas D-branas y el espectro de posibilidades de cuerdas abiertas se ha incrementado mucho.
Cuerdas abiertas y cerradas son generalmente asociadas con modos característicos vibracionales. Uno de los modos de vibración de una cuerda cerrada puede ser identificada como gravitón. En teoría de cuerdas, las vibraciones de energía muy baja de una cuerda abierta es un taquión y puede someterse a una condensación de taquiones. Otros modos vibracionales de cuerdas abiertas exhiben las propiedades de fotones y gluones.

### Orientación
Las cuerdas pueden también poseer una orientación, que puede ser a través de una dirección interna que distingue la cuerda de otra que tiene orientación opuesta. Por contraste, una cuerda desorientada es una que no tiene esa dirección.